# 105 км
105 км (рос. 105 км) — селище у складі Комсомольського району Хабаровського краю, Росія. Входить до складу Гурського сільського поселення.

## Населення
Населення — 12 осіб (2010; 29 у 2002).
Національний склад (станом на 2002 рік):
- росіяни — 97 %